# Luis de Santa María Nanacacipactzin
Luis de Santa María Nanacacipactzin (Também conhecido como Cipactzin ou Cipac), foi o último tlatoani de Tenochtitlan , e governador sob o sistema colonial espanhol.

## Vida
Nanacacipactzin era filho de Acamapichtlie e neto de Ahuitzotl (8º Tlatoani de Tenochtitlan)  . Em Nahuatl seu nome, Nanacacipactli (ou Nanacacipactzin na forma honorífica), significa literalmente "jacaré cogumelo". Parece seu nome de nascimento era simplesmente Cipactli (jacaré), e o elemento cogumelo foi adicionado como um apelido .
O governante anterior Cristóbal de Guzmán Cecetzin morreu em 1562, Nanacacipactzin foi instalado em 30 de setembro de 1563, e governou até sua morte, em 27 de dezembro de 1565 .
Nanacacipactzin,  como governador de Tenochtitlan, tinha além de outras a missão de apaziguar as disputas, em 1563 ameaçou os litigantes de um longo conflito (que remonta a 1552) sobre o acesso a uma pequena parcela dos direitos sobre a terra e a água de serem punidos com todo o rigor judicial e que poderiam ser expulsos do bairro , de perderem suas canoas e terem de pagar dez pesos em tomines (moedas de prata) ao Tesouro de Sua Majestade .
Nanacacipactzin, na noite de 24 de maio de 1565, sobrecarregado pelos conflitos e por sua impotência ante a colonização, subiu ao telhado armado com seu escudo e espada, gritando enlouquecido simulando um combate e acabou caindo do telhado  .
Poucos meses depois veio a falecer. Com sua morte chega ao fim a dinastia ancestral que dirigia Tenochtitlan  . Os proximos governadores já não eram da linha sanguínea dos grandes tlatoque, alguns eram pipiltin (nobres) e alguns foram mesmo mestiços  . Por exemplo seu sucessor Francisco Jiménez que tomou posse em 1568 não era nascido na cidade e sim um nobre de Tecamachalco.
| Precedido por Cecetzin                         | 18º e Último Tlatoani de Tenochtitlan 1563 – 1565          | Sucedido por ningúem                                     |
| Precedido por Cecetzin                         | 4º Governador de Tenochtitlan 1563 – 1565                  | Sucedido por Francisco Jiménez                           |
| Precedido por Cecetzin e Miguel Sánchez Yscatl | Alcaide de Tenochtitlan 1557 com Tomás de Aquino Yspopulac | Sucedido por Martín Cano e Pedro de la Cruz Tlapaltecatl |